# هايبربولا جنو/لينكس-ليبرا
هايبربولا جنو/لينكس-ليبرا (بالإنجليزية: Hyperbola GNU/Linux-libre)‏ هي توزيعة جنو/لينكس مبنية على آرتش وتتبع نمط تطوير دبيان في حزمها، وتدعمي معماريتي 32 بت و64 بت. تتضمن التوزيعة مكونات نظام جنو، إضافة إلى نواة لينكس ليبرا كبديل عن نواة لينكس التقليدية. صُنفت هايبربولا جنو/لينكس-ليبرا كنظام تشغيل حر بالكامل من قبل مؤسسة البرمجيات الحرة، وهو يتطابق مع معايير مشروع جنو للأنظمة الحرة.

## روابط خارجية
- الموقع الرسمي